# Joan Baez, Vol. 2
| Recensione                        | Giudizio   |
| --------------------------------- | ---------- |
| AllMusic                          | [ 3 ]      |
| The New Rolling Stone Album Guide | [ 4 ]      |
| Sputnikmusic                      | 3.2 (Good) |

Joan Baez, Vol. 2 è stato il secondo album inciso dalla cantautrice americana Joan Baez. Pubblicato nel settembre del 1961, contiene per lo più brani di autori anonimi, facenti parte del patrimonio tradizionale inglese e statunitense. Fa eccezione Plaisir d'Amour, scritta nel 1784 da Martini il Tedesco (Jean-Paul Égide Martini).

## Tracce
Lato A
1. Wagoner's Lad – 2:10 (Brano tradizionale)
2. The Trees They Do Grow High – 2:56 (Brano tradizionale)
3. The Lily of the West – 3:17 (Brano tradizionale; arrangiamento Joan Baez)
4. Silkie – 3:55 (Brano tradizionale; arrangiamento Joan Baez)
5. Engine 143 – 3:29 (Brano tradizionale; arrangiamento Joan Baez)
6. Once I Knew a Pretty Girl – 2:52 (Brano tradizionale; arrangiamento Joan Baez)
7. Lonesome Road – 2:18 (Brano tradizionale; arrangiamento Joan Baez)

Lato B
1. Bank of the Ohio – 3:06 (Brano tradizionale; arrangiamento Joan Baez)
2. Pal of Mine – 2:47 (Brano tradizionale; arrangiamento Joan Baez)
3. Barbara Allen – 4:13 (Brano tradizionale; arrangiamento Joan Baez)
4. The Cherry-Tree Carol – 3:26 (Brano tradizionale; arrangiamento Joan Baez)
5. Old Blue – 2:32 (Brano tradizionale; arrangiamento Joan Baez)
6. Railroad Boy – 2:36 (Brano tradizionale; arrangiamento Joan Baez)
7. Plaisir d'amour – 3:07 (Martini il Tedesco (Jean-Paul Égide Martini); arrangiamento Joan Baez)

Edizione CD del 2001, pubblicato dalla Vanguard Records (79595-2)
Brani tradizionali (tranne dove indicato), arrangiamento Joan Baez
1. Wagoner's Lad – 2:11
2. The Trees They Do Grow High – 2:56
3. The Lily of the West – 3:17
4. Silkie – 3:57
5. Engine 143 – 3:28
6. Once I Knew a Pretty Girl – 2:52
7. Lonesome Road – 2:19
8. Bank of the Ohio – 3:06
9. Pal of Mine – 2:47
10. Barbara Allen – 4:13
11. The Cherry Tree Carol – 3:27
12. Old Blue – 2:32
13. Railroad Boy – 2:27
14. Plaisir d'amour – 3:06 (Martini il Tedesco (Jean-Paul Égide Martini); arrangiamento Joan Baez)
15. I Once Loved a Boy – 2:36 – Bonus Track - Previously Unreleased
16. Poor Boy – 2:53 – Bonus Track - Previously Unreleased
17. Longest Train I Ever Saw (In the Pines) – 3:15 – Bonus Track - Previously Unrelease

## Musicisti
- Joan Baez - chitarra,
- The Greenbriar Boys - banjo, accompagnamento vocale (brani: Banks of the Ohio e Pal of Mine)

Note aggiuntive
- Maynard Solomon - produttore (originale LP)
- Registrato al Vanguard Studios di New York nel 1961
- Nat Hentoff - note di retrocopertina album
- M.S. (Maynard Solomon) - note di retrocopertina aggiunte
- Mark Spector - produttore riedizione su CD
- William Claxton - fotografia
- Jules Halfant - design